# Свечинский, Николай Кириллович
Николай Кириллович Свечинский (7 [19] августа 1844 — 6 [19] февраля 1915, Петроград) — председатель департамента Варшавской судебной палаты в 1882—1904 годах, сенатор.

## Биография
Потомственный дворянин Санкт-Петербургской губернии.
В 1861 году окончил Николаевское училище гвардейских юнкеров, откуда был выпущен с чином коллежского секретаря и через четыре месяца причислен к Министерству внутренних дел, с откомандированием для занятий в хозяйственный департамент министерства.
В 1864 году был перемещен на должность секретаря канцелярии лифляндского, эстляндского и курляндского генерал-губернатора. В 1871 году перешел в Министерство юстиции, с причислением к департаменту означенного министерства. В том же году выдержал установленное испытание при Санкт-Петербургском университете и удостоен был степени кандидата юридических наук.
В 1872 году был командирован для занятий в законодательный отдел департамента Министерства юстиции, в конце того же года назначен исполняющим должность помощника юрисконсульта Консультации, при Министерстве юстиции учрежденной, в 1874 году — чиновником особых поручений VI класса при товарище министра юстиции, в следующем году — чиновником особых поручений V класса при министре юстиции, в 1877 году — и. д. обер-прокурора 2-го отделения 3-го департамента Правительствующего Сената, в 1882 году — членом Консультации при Министерстве юстиции учрежденной и в конце того же года — председателем департамента Варшавской судебной палаты. 1 января 1898 года произведен тайные советники.
17 марта 1904 года назначен сенатором, присутствующим в Гражданском кассационном департаменте Сената. 12 октября 1911 года пожалован в действительные тайные советники.
Скончался в 1915 году в Петрограде после непродолжительной болезни. Был похоронен в Варшаве. Был женат на Камилле Игнатьевне Длутек (Длужек), детей не имел.

## Награды
- Орден Святого Станислава 1-й ст. (1891)
- Орден Святой Анны 1-й ст. (1895)
- Орден Святого Владимира 2-й ст. (1902)
- Орден Белого Орла (1910)
- знак отличия беспорочной службы за XL лет